# Saint George North West (circunscripción electoral)

Saint George North West en Granada.

Saint George North West es una de las quince circunscripciones electorales en las que se divide Granada para las elecciones a la Cámara de Representantes. Comprende las porciones norte y noroeste de la parroquia de Saint Andrew, la más poblada del país.
La circunscripción se creó para las elecciones generales de 1972 con la división de Saint George North. Fue ocupada por George Hosten, del Partido Laborista Unido de Granada (GULP), desde su creación hasta la disolución del Parlamento por la revolución socialista de 1979. Desde la invasión estadounidense de 1983 y las posteriores elecciones de 1984, Saint George North West ha sido representada por Keith Mitchell, líder del Nuevo Partido Nacional (NNP) y dos veces primer ministro de Granada (desde 1995 hasta 2008 y desde 2013 hasta 2022). Es la única circunscripción electoral que no ha cambiado ni de parlamentario ni de partido desde la restauración democrática. Es también la circunscripción con mayor preponderancia por parte de un partido político y su representante ha sido el elegido por mayor margen desde 1995 en adelante.
De cara a las elecciones de 2022, la circunscripción tenía 4.534 electores registrados.

## Representantes electos
| Elección | Partido | Partido                            | Parlamentario  |
| -------- | ------- | ---------------------------------- | -------------- |
| 1972     |         | Partido Laborista Unido de Granada | George Hosten  |
| 1976     |         | Partido Laborista Unido de Granada | George Hosten  |
| 1984     |         | Nuevo Partido Nacional             | Keith Mitchell |
| 1990     |         | Nuevo Partido Nacional             | Keith Mitchell |
| 1995     |         | Nuevo Partido Nacional             | Keith Mitchell |
| 1999     |         | Nuevo Partido Nacional             | Keith Mitchell |
| 2003     |         | Nuevo Partido Nacional             | Keith Mitchell |
| 2008     |         | Nuevo Partido Nacional             | Keith Mitchell |
| 2013     |         | Nuevo Partido Nacional             | Keith Mitchell |
| 2018     |         | Nuevo Partido Nacional             | Keith Mitchell |
| 2022     |         | Nuevo Partido Nacional             | Keith Mitchell |